# Stefan Ortega
Stefan Ortega Moreno (Hofgeismar, 6 november 1992) is een Duits-Spaans voetballer die speelt als doelman. In juli 2022 verruilde hij Arminia Bielefeld voor Manchester City.

## Clubcarrière
Ortega speelde in de jeugd van Jahn Calden, KSV Baunatal en Hessen Kassel, voor hij in 2007 werd opgenomen in de jeugd van Arminia Bielefeld. Hier maakte hij zijn debuut in het eerste elftal op 1 oktober 2011, in de 3. Liga in eigen huis tegen 1. FC Heidenheim. Er werd met 0–1 verloren en Ortega mocht de hele wedstrijd keepen in de plaats van de geblesseerde Patrick Platins. In de zomer van 2014 verliep zijn verbintenis en tekende hij bij 1860 München. Na drie seizoenen degradeerde hij met 1860 München naar de 3. Liga, waarop hij weer terugkeerde bij Arminia Bielefeld. In het seizoen 2019/20 werd Arminia kampioen van de 2. Bundesliga, waarmee het promoveerde naar de Bundesliga. Een jaar later sloeg hij een aanbieding voor een vernieuwd contract af. In plaats daarvan tekende hij voor drie seizoenen bij Manchester City. In juni 2024 werd zijn verbintenis opengebroken en met een seizoen verlengd, tot medio 2026.

## Clubstatistieken
| Seizoen | Club              | Competitie     | Competitie | Competitie | Beker | Beker | Internationaal | Internationaal | Totaal | Totaal |
| Seizoen | Club              | Competitie     | Wed.       | Dlp.       | Wed.  | Dlp.  | Wed.           | Dlp.           | Wed.   | Dlp.   |
| ------- | ----------------- | -------------- | ---------- | ---------- | ----- | ----- | -------------- | -------------- | ------ | ------ |
| 2011/12 | Arminia Bielefeld | 3. Liga        | 20         | 0          | 0     | 0     | —              | —              | 20     | 0      |
| 2012/13 | Arminia Bielefeld | 3. Liga        | 1          | 0          | 0     | 0     | —              | —              | 1      | 0      |
| 2013/14 | Arminia Bielefeld | 2. Bundesliga  | 15         | 0          | 3     | 0     | —              | —              | 18     | 0      |
| 2014/15 | 1860 München      | 2. Bundesliga  | 20         | 0          | 2     | 0     | —              | —              | 22     | 0      |
| 2015/16 | 1860 München      | 2. Bundesliga  | 15         | 0          | 3     | 0     | —              | —              | 18     | 0      |
| 2016/17 | 1860 München      | 2. Bundesliga  | 21         | 0          | 3     | 0     | —              | —              | 24     | 0      |
| 2017/18 | Arminia Bielefeld | 2. Bundesliga  | 34         | 0          | 1     | 0     | —              | —              | 35     | 0      |
| 2018/19 | Arminia Bielefeld | 2. Bundesliga  | 31         | 0          | 0     | 0     | —              | —              | 31     | 0      |
| 2019/20 | Arminia Bielefeld | 2. Bundesliga  | 34         | 0          | 2     | 0     | —              | —              | 36     | 0      |
| 2020/21 | Arminia Bielefeld | Bundesliga     | 34         | 0          | 1     | 0     | —              | —              | 35     | 0      |
| 2021/22 | Arminia Bielefeld | Bundesliga     | 33         | 0          | 2     | 0     | —              | —              | 35     | 0      |
| 2022/23 | Manchester City   | Premier League | 3          | 0          | 9     | 0     | 2              | 0              | 14     | 0      |
| 2023/24 | Manchester City   | Premier League | 9          | 0          | 8     | 0     | 3              | 0              | 20     | 0      |
| 2024/25 | Manchester City   | Premier League | 13         | 0          | 6     | 0     | 2              | 0              | 21     | 0      |
| Totaal  | Totaal            | Totaal         | 283        | 0          | 40    | 0     | 7              | 0              | 330    | 0      |

Bijgewerkt op 12 juni 2025.

## Interlandcarrière
In de zomer van 2021 werd hij door bondscoach Joachim Löw op de reservelijst gezet van het Duits voetbalelftal voor het uitgestelde EK 2020. Manuel Neuer, Bernd Leno of Kevin Trapp waren de keuzes in de selectie en Ortega stond reserve voor het geval een van hen zou uitvallen. Dit bleek echter niet nodig.

## Erelijst
| Competitie            |                   |                   |                   |                   |
| Competitie            | Aantal            | Jaren             |                   |                   |
| Arminia Bielefeld     | Arminia Bielefeld | Arminia Bielefeld | Arminia Bielefeld | Arminia Bielefeld |
| --------------------- | ----------------- | ----------------- | ----------------- | ----------------- |
| 2. Bundesliga         | 1                 | 2019/20           |                   |                   |
| Manchester City       |                   |                   |                   |                   |
| Premier League        | 2                 | 2022/23, 2023/24  |                   |                   |
| FA Cup                | 1                 | 2022/23           |                   |                   |
| FA Community Shield   | 1                 | 2024              |                   |                   |
| UEFA Champions League | 1                 | 2022/23           |                   |                   |
| UEFA Super Cup        | 1                 | 2023              |                   |                   |
| FIFA Club World Cup   | 1                 | 2023              |                   |                   |